# Desa Sumberwuluh (administrativ by i Indonesien, lat -7,34, long 112,39)
Desa Sumberwuluh är en administrativ by i Indonesien.   Den ligger i provinsen Jawa Timur, i den västra delen av landet, 600 km öster om huvudstaden Jakarta.